# Accumulateur de chaleur
Pour les articles homonymes, voir Accumulateur.
Un accumulateur de chaleur est un appareil accumulant la chaleur pour la restituer ensuite.
Ce principe est notamment utilisé dans des appareils de chauffage électrique, qui contiennent une masse importante de matériaux réfractaires (souvent sous forme de briques), destinée à être chauffée par des résistances électriques au cours des « heures creuses », qui sont des périodes de bas tarif du prix de l'électricité. La chaleur accumulée est ensuite restituée par convection.
Ce principe est aussi utilisé dans les poêles de masse.